# Jeon Kwang-in
Jeon Kwang-in (coreano: 전광인; 18 settembre 1991) è un pallavolista sudcoreano, schiacciatore dei KEPCO Vixtorm.

## Carriera
La carriera di Jeon Kwang-in inizia nei tornei scolastici sudcoreani: dopo i primi approcci con la pallavolo alle scuole elementari, gioca fino alla fine delle scuole superiori, vestendo la maglia della Jinju Dongmyung High School; in seguito partecipa ai tornei universitari sudcoreani con la Sungkyunkwan University, ricevendo in questo periodo le prime convocazioni in nazionale, debuttandovi nel 2011, vincendo subito la medaglia di bronzo al campionato asiatico e oceaniano, dove viene premiato come miglior realizzatore, e aggiudicandosi la medaglia d'argento nell'edizione successiva.
Nella stagione 2013-14 firma il suo primo contratto professionistico in V-League, ingaggiato dal KEPCO Vixtorm, venendo premiato come miglior esordiente; con la nazionale vince la medaglia d'oro alla Coppa asiatica 2014. Nonostante continui a ricevere diversi riconoscimenti individuali, vince il suo primo trofeo solo nel campionato 2016-17, aggiudicandosi la Coppa KOVO, insignito anche questa volta del premio di miglior giocatore del torneo, bissando questo successo anche nell'edizione 2017.

## Palmarès

### Club
- Coppa KOVO: 2

2016, 2017

### Nazionale (competizioni minori)
- Coppa asiatica 2014

### Premi individuali
- 2011 - Campionato asiatico e oceaniano: Miglior realizzatore
- 2014 - V-League: Miglior esordiente
- 2015 - V-League: MVP dell'All-Star Game
- 2015 - V-League: MVP 4º round
- 2015 - V-League: MVP 5º round
- 2015 - V-League: Miglior schiacciatore
- 2016 - Coppa KOVO: MVP
- 2017 - V-League: MVP 2º round
- 2017 - V-League: Miglior schiacciatore
- 2018 - V-League: Miglior schiacciatore
- 2019 - V-League: MVP delle finali play-off
- 2019 - V-League: Miglior schiacciatore